# Mistrzostwa Europy U-17 w Piłce Nożnej 2024 (eliminacje)/Runda Kwalifikacyjna Grupa 10
W Grupie 10 eliminacji do Mistrzostw Europy U-17 2024 brały udział następujące zespoły:
- Armenia U-17
- Irlandia U-17
- Islandia U-17
- Szwajcaria U-17

## Stadiony
Na podstawie:
| Cork                  | Mapa miast-gospodarzy | Cork             |
| --------------------- | --------------------- | ---------------- |
| Mardyke Sports Ground | Cork                  | Turners Cross    |
| Pojemność: 1 200      | Cork                  | Pojemność: 7 485 |
|                       | Cork                  |                  |

## Tabela
| Reprezentacja   | M | W | R | P | Br+ | Br- | +/- | Pkt. |
| --------------- | - | - | - | - | --- | --- | --- | ---- |
| Szwajcaria U-17 | 3 | 2 | 1 | 0 | 8   | 0   | +8  | 7    |
| Irlandia U-17   | 3 | 1 | 2 | 0 | 4   | 0   | +4  | 5    |
| Islandia U-17   | 3 | 1 | 1 | 1 | 7   | 4   | +3  | 4    |
| Armenia U-17    | 3 | 0 | 0 | 3 | 1   | 16  | -15 | 0    |

## Wyniki
| 11 października 2023 15:00 CET | Islandia U-17 | 0:3(0:1)Raport | Szwajcaria U-17 · 15' Guido · 52' Tairi · 70' Cassese | Mardyke Sports Ground, Cork Sędzia: Jakob Alexander Sundberg |
|                                |               |                |                                                       |                                                              |

| 11 października 2023 20:00 CET | Irlandia U-17 · Melia 13', 87', 90+4' · Umeh 38' | 4:0(2:0)Raport | Armenia U-17 | Turners Cross, Cork Sędzia: Kyriakos Athanasiou |
|                                |                                                  |                |              |                                                 |

| 14 października 2023 15:00 CET | Szwajcaria U-17 · Aguilar 15' · Cakolli 30', 74' · Kospo 54' · Cassese 75' | 5:0(2:0)Raport | Armenia U-17 | Mardyke Sports Ground, Cork Sędzia: Kyriakos Athanasiou |
|                                |                                                                            |                |              |                                                         |

| 14 października 2023 20:00 CET | Irlandia U-17 | 0:0(0:0)Raport | Islandia U-17 | Turners Cross, Cork Sędzia: Dario Bel |
|                                |               |                |               |                                       |

| 17 października 2023 15:00 CET | Szwajcaria U-17 | 0:0(0:0)Raport | Irlandia U-17 | Turners Cross, Cork Sędzia: Jakob Alexander Sundberg |
|                                |                 |                |               |                                                      |

| 17 października 2023 15:00 CET | Armenia U-17 · Harutyunyan 45+2' | 1:7(1:3)Raport | Islandia U-17 · 2', 27' Jóhannesson · 29', 62', 88' Arnarsson · 79' (k) Johannessen · 81' Olsen | Mardyke Sports Ground, Cork Sędzia: Dario Bel |
|                                |                                  |                |                                                                                                 |                                               |

## Strzelcy

### 3 gole
- Mason Melia
- Thomas Ari Arnarsson

### 2 gole
- Daniel Jóhannesson
- Eliano Cassese

### 1 gol
- Jaden Umeh
- Tómas Johannessen
- Gunnar Orri Olsen
- Enrique Aguilar
- Dion Cakolli
- Eliano Guido
- Eman Kospo
- Zidan Tairi